# Прайд, Трой
Трой Прайд—младший (англ. Troy Pride Jr.; 19 января 1998, Грир, Южная Каролина) — профессиональный американский футболист, корнербек. Выступал в НФЛ в составе клуба «Каролина Пэнтерс». На студенческом уровне играл за команду университета Нотр-Дам. На драфте 2020 года был выбран в четвёртом раунде.

## Биография
Трой Прайд родился 19 января 1998 года в Грире в штате Южная Каролина. Там же он учился в старшей школе. В составе её футбольной команды Прайд четыре раза становился победителем регионального чемпионата. В 2015 году его включили в состав сборной звёзд штата. На момент окончания школы он входил в пятёрку лучших молодых игроков Южной Каролины по версиям сайтов 247Sports, Scout и Rivals.

### Любительская карьера
В 2016 году Прайд поступил в университет Нотр-Дам. В дебютном сезоне в футбольном турнире NCAA он сыграл в восьми матчах, сделав двенадцать захватов. В 2017 году он принял участие в двенадцати играх, четыре начал в стартовом составе. В сезоне 2018 года Прайд сыграл в двенадцати матчах, пропустив один из-за травмы ноги. Последний год студенческой карьеры он завершил с 40 захватами в тринадцати играх. Вместе с командой он стал победителем Кемпинг Уорлд Боула 2019 года.

#### Статистика выступлений в NCAA
| Сезон | Команда               | Игры | Захваты | Захваты | Захваты | Захваты | Захваты | Перехваты | Перехваты | Перехваты | Перехваты | Перехваты | Фамблы | Фамблы | Фамблы | Фамблы |
| Сезон | Команда               | Игры | Solo    | Ast     | Tot     | Loss    | Sk      | Int       | Yds       | Y/R       | TD        | PD        | FR     | Yds    | TD     | FF     |
| ----- | --------------------- | ---- | ------- | ------- | ------- | ------- | ------- | --------- | --------- | --------- | --------- | --------- | ------ | ------ | ------ | ------ |
| 2016  | Нотр-Дам Файтин Айриш | 8    | 10      | 2       | 12      | 0,0     | 0,0     | 0         | 0         | 0,0       | 0         | 0         | 1      | 0      | 0      | 0      |
| 2017  | Нотр-Дам Файтин Айриш | 12   | 14      | 8       | 22      | 1,0     | 0,0     | 1         | -5        | -5,0      | 0         | 2         | 0      | 0      | 0      | 0      |
| 2018  | Нотр-Дам Файтин Айриш | 12   | 37      | 10      | 47      | 1,5     | 0,0     | 2         | 1         | 0,5       | 0         | 10        | 1      | 0      | 0      | 1      |
| 2019  | Нотр-Дам Файтин Айриш | 13   | 27      | 13      | 40      | 0,0     | 0,0     | 1         | 39        | 39,0      | 0         | 6         | 0      | 0      | 0      | 0      |
| Всего | Всего                 | 45   | 88      | 33      | 121     | 2,5     | 0,0     | 4         | 35        | 8,8       | 0         | 18        | 2      | 0      | 0      | 1      |

### Профессиональная карьера
Перед драфтом НФЛ 2020 года аналитик сайта Bleacher Report Мэтт Миллер к плюсам Прайда относил опыт игры в стартовом составе в течение двух сезонов, навыки игры в персональном прикрытии, умение читать игру, физические данные. Недостатками он называл ошибки в игре на маршрутах, низкую результативность из-за плохой игры по мячу, склонность оставлять свободное пространство для принимающих.
На драфте Прайд был выбран «Каролиной» в четвёртом раунде под общим 113 номером. В июле он подписал с клубом четырёхлетний контракт. Ему прогнозировали место третьего внешнего корнербека команды после Донте Джексона и Илая Эппла. В дебютном сезоне в НФЛ он принял участие в четырнадцати матчах, сделав 41 захват. В августе 2021 года в предсезонном матче Прайд получил разрыв крестообразных связок колена. После операции клуб внёс его в список травмированных. Игрок полностью пропустил сезон, в мае 2022 года клуб отчислил его.

#### Статистика выступлений в НФЛ

##### Регулярный чемпионат
| Сезон | Команда          | Игры | Захваты | Захваты | Захваты | Захваты | Захваты | Перехваты | Перехваты | Перехваты | Перехваты | Перехваты | Фамблы | Фамблы | Фамблы | Фамблы |
| Сезон | Команда          | Игры | Solo    | Ast     | Tot     | Loss    | Sk      | Int       | Yds       | Y/R       | TD        | PD        | FR     | Yds    | TD     | FF     |
| ----- | ---------------- | ---- | ------- | ------- | ------- | ------- | ------- | --------- | --------- | --------- | --------- | --------- | ------ | ------ | ------ | ------ |
| 2020  | Каролина Пэнтерс | 14   | 27      | 15      | 42      | 1       | 0,0     | 0         | 0         | 0,0       | 0         | 2         | 0      | 0      | 0      | 0      |
| 2021  | Каролина Пэнтерс | —    | —       | —       | —       | —       | —       | —         | —         | —         | —         | —         | —      | —      | —      | —      |
| Всего | Всего            | 14   | 27      | 15      | 42      | 1       | 0,0     | 0         | 0         | 0,0       | 0         | 2         | 0      | 0      | 0      | 0      |